# Liste der Monuments historiques in Blanquefort (Gironde)
Die Liste der Monuments historiques in Blanquefort (Gironde) führt die Monuments historiques in der französischen Gemeinde Blanquefort auf.

## Liste der Bauwerke
| Bezeichnung                              | Beschreibung                  | Standort | Kennzeichnung | Schutzstatus | Datum | Bild           |
| ---------------------------------------- | ----------------------------- | -------- | ------------- | ------------ | ----- | -------------- |
| Schloss Dillon                           | Erbaut ab dem 17. Jahrhundert | (Lage)   | PA00083146    | Inscrit      | 1984  | weitere Bilder |
| Burgruine Blanquefort (Château de Duras) | Erbaut ab dem 11. Jahrhundert | (Lage)   | PA00083147    | Classé       | 1862  | weitere Bilder |
| Park und Grotte Majolan                  | Erbaut 1880                   | (Lage)   | PA00083148    | Inscrit      | 1987  | weitere Bilder |

## Liste der Objekte
| Bezeichnung                    | Beschreibung    | Standort                       | Kennzeichnung | Schutzstatus | Datum | Bild |
| ------------------------------ | --------------- | ------------------------------ | ------------- | ------------ | ----- | ---- |
| Skulptur des heiligen Antonius | 17. Jahrhundert | in der Kirche St-Martin (Lage) | PM33001302    | Inscrit      | 1978  |      |